# كينغا جانوريك
كينغا جانوريك (بالمجرية: Janurik Kinga)‏ مواليد 6 نوفمبر 1991 في بودابست، هي لاعبة كرة يد مجرية تلعب كحارس مرمى. مثلت منتخب المجر لكرة اليد للسيدات.

## سجل المنافسة
شاركت في البطولات التالية:
- بطولة أوروبا لكرة اليد للسيدات 2016

## الإنجازات
- البطولة الوطنية المجرية للسيدات:
  - الميدالية البرونزية: 2013، 2014، 2015، 2016
- كأس المجر لكرة اليد للسيدات:
  - النهائي: 2016
- كأس أوروبا لكرة اليد للسيدات:
  - نصف النهائي: 2014–15

## روابط خارجية
- كينغا جانوريك على موقع الاتحاد الدولي لكرة اليد (الإنجليزية)
- كينغا جانوريك على موقع الاتحاد الأوروبي لكرة اليد (الإنجليزية)
- كينغا جانوريك على موقع اللجنة الأولمبية الدولية (الإنجليزية)
- كينغا جانوريك على موقع أوليمبيديا (الإنجليزية)